# Lumbres
Lumbres es una comuna francesa situada en el departamento de Paso de Calais, en la región de Alta Francia.

## Demografía
| 3207 | 3599 | 3803 | 4107 | 3944 | 3873 | 3575 |
| Para los censos de 1962 a 1999 la población legal corresponde a la población sin duplicidades (Fuente: INSEE [Consultar]) |      |      |      |      |      |      |